# Fiordo di Nansen
Il fiordo di Nansen (danese Nansen Fjord) è un fiordo della Groenlandia di 25 km. Si trova a 68°18'N 29°53'O; appartiene al comune di Sermersooq.